# Magomied Magomiedow
Magomied Ibragimowicz Magomiedow (ros. Магомед Ибрагимович Магомедов; ur. 14 lutego 1958) – radziecki zapaśnik startujący w stylu wolnym.
Mistrz Europy w 1980, 1981, 1983 i 1984. Mistrz świata juniorów w 1977. Pierwszy w Pucharze Świata w 1982 i drugi w 1984. Mistrz uniwersjady w 1977 roku.
Mistrz ZSRR w 1984 i trzeci w 1989 roku.